# Pal·lanti
Pal·lanti va ser una antiga ciutat propera al riu Tíber, a la península Itàlica.

La mitologia romana, tal com explica l'Eneida de Virgili, per exemple, afirma que la ciutat va ser fundada al mont Palatí per Evandre de Pal·làntion i altres grecs antics abans de la guerra de Troia, i que va nomenar la ciutat en honor del seu fill, Pal·lant. 

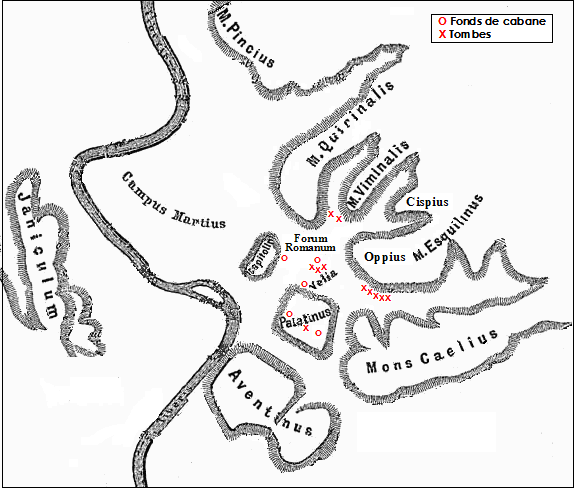
L'indret de Roma i els vestigis del

Aquest mite de l'origen de la ciutat va ser significatiu en la mitologia de l'antiga Roma perquè Pallantium es va convertir en una de les ciutats que es va fusionar posteriorment a la Roma antiga, lligant els orígens de Roma als antics herois grecs. Altres ciutats de la zona van ser fundades per diverses tribus itàliques.
Molts escriptors antics evoquen la llegendària figura d'Evandre: 
- Dionís d'Halicarnàs va escriure que els arcadis, liderats per Evandre, «van construir una ciutat propera a un dels set turons del centre de Roma, anomenant al lloc Pal·lanti, igual que el nom de la seva metròpoli a Arcàdia». A més, afirma que aquest turó estava a prop del Capitoli.[2]
- segons Titus Livi,[3] el Palatí es va anomenar primer Pallantium, del nom de la ciutat d'Arcàdia originària d'Evandre.
- Plutarc, en les seves Questions romanes[4] o en la seva Vida de Ròmul (XXI), esmenta la figura d'Evandre.
- Dió Cassi recupera aquesta història i explica l'evolució: «va rebre el nom de Pal·lanti, en memòria de la ciutat d'Arcàdia que es deia així: posteriorment, aquest nom va perdre una L i una N, donant-li el nom de Palatium».[5]

Al segle xix, aquesta llegenda es va prendre seriosament.
| «                                                       | L'origen de Roma i la composició de les seves persones són dignes d'observació. Explica el caràcter particular de la seva política i la part excepcional que li va caure des de l'inici enmig d'altres ciutats. La raça romana és estranyament barrejada. L'element principal era el llatí, i originàriament d'Alba; però aquests mateixos albans, segons les tradicions que no autoritzen cap crítica per rebutjar, es van compondre de dues poblacions associades, però no confoses. Una era la raça aborigen, els llatins reals. L'altre era d'origen estranger, i es deia que venia de Troia amb Enees, el sacerdot-fundador; era, a tota aparença, no nombrosa, però era influent del culte i de les institucions que havia portat amb ella. Aquests albans, una barreja de dues races, van fundar Roma en un lloc on ja s'havia construït una altra ciutat, Pal·lanti, fundada pels grecs. Ara, la població de Pal·lanti es va quedar a la nova ciutat i es van conservar els ritus de l'adoració grega. També hi havia, on el Capitoli es trobaria després, una ciutat que es deia que havia estat fundada per Hèrcules, les famílies de les quals van romandre diferenciades de la resta de la població romana durant tota la continuïtat de la població. Així, a Roma, totes les races estaven associades i barrejades; hi havia llatins, troians i grecs; hi va haver, una mica més tard, sabins i etruscs. Dels diversos turons, el Palatí era la ciutat llatina, després d'haver estat la ciutat d'Evandre. La capitolina, després d'haver estat el lloc d'habitatge dels companys d'Hèrcules, es va convertir en la llar dels Sabines de Tatius. El Quirinal va rebre el seu nom de Sabine Quirites, o del déu sabí Quirí. El turó Celi sembla haver estat habitada des dels seus inicis pels etruscs. Roma no semblava ser una ciutat única; va aparèixer com una confederació de diverses ciutats, cadascuna de les quals va ser adjuntada pel seu origen a una altra confederació. Era el centre on es trobaven els llatins, els etruscs, els sabins i els grecs. | » |
| — Numa Denis Fustel de Coulanges, The Ancient City, 311 | |   |